# Lake Harbor
Lake Harbor es un lugar designado por el censo ubicado en el condado de Palm Beach en el estado estadounidense de Florida. En el Censo de 2010 tenía una población de 45 habitantes y una densidad poblacional de 13,24 personas por km².

## Geografía
Lake Harbor se encuentra ubicado en las coordenadas 26°41′18″N 80°48′28″O / 26.68833, -80.80778. Según la Oficina del Censo de los Estados Unidos, Lake Harbor tiene una superficie total de 3.4 km², de la cual 3.4 km² corresponden a tierra firme y (0%) 0 km² es agua.

## Demografía
Según el censo de 2010, había 45 personas residiendo en Lake Harbor. La densidad de población era de 13,24 hab./km². De los 45 habitantes, Lake Harbor estaba compuesto por el 73.33% blancos, el 17.78% eran afroamericanos, el 0% eran amerindios, el 0% eran asiáticos, el 0% eran isleños del Pacífico, el 8.89% eran de otras razas y el 0% pertenecían a dos o más razas. Del total de la población el 20% eran hispanos o latinos de cualquier raza.